# Elecciones municipales de 2007 en Cantabria
Las elecciones municipales de 2007 en Cantabria se celebraron el domingo 27 de mayo, de acuerdo con el Real Decreto de convocatoria de elecciones locales en España dispuesto el 2 de abril de 2007 y publicado en el Boletín Oficial del Estado el 3 de abril. Se eligieron los concejales de los 102 ayuntamientos de Cantabria, así como los alcaldes en el caso de los municipios con concejo abierto.
Los concejales de los ayuntamientos son elegidos a través de un sistema proporcional (con reparto d'Hondt), con listas cerradas y un umbral electoral del 5 %. Los alcaldes de municipios en régimen de concejo abierto son elegidos mediante un sistema mayoritario.
Estas elecciones fueron celebradas de forma paralela con las elecciones al Parlamento de Cantabria de 2007.

## Demografía electoral
| Censo electoral | 568 091 | Municipios de Cantabria, la circunscripción electoral. |
| Votantes        | 484 780 | Municipios de Cantabria, la circunscripción electoral. |
| Participación   | 347 246 | Municipios de Cantabria, la circunscripción electoral. |
| Votos válidos   | 343 687 | Municipios de Cantabria, la circunscripción electoral. |
| Votos en blanco | 6871    | Municipios de Cantabria, la circunscripción electoral. |
| Votos nulos     | 3559    | Municipios de Cantabria, la circunscripción electoral. |
| Municipios      | 102     | Municipios de Cantabria, la circunscripción electoral. |

## Jornada electoral
La jornada electoral comenzó a las 8:00 de la mañana con la constitución de las 498 mesas electorales en sus sedes por parte de los presidentes de mesa, vocales y suplentes, la presentación de los interventores de los partidos políticos y la constatación de la presencia de todos los elementos necesarios para la votación. Tras levantarse el acta de constitución de mesa, a las 8:30 horas, los colegios electorales abrieron sus puertas a las 9:00 de la mañana para que los ciudadanos inscritos en ellos comenzaran a votar.

### Participación
A lo largo de la jornada se dieron a conocer los datos de participación en las elecciones en dos ocasiones, así como la participación final. La participación comenzó siendo ligeramente superior a las pasadas elecciones. En el segundo avance, la tendencia se invirtió registrándose una menor participación. Al final de la jornada electoral, acabó descendiendo algo más de un punto respecto a las anteriores elecciones.
|  | 40,09 % |

|  | 39,24 % |

|  | 58,30 % |

|  | 59,53 % |

|  | 71,63 % |

|  | 72,96 % |

## Resultados electorales
En la mayor parte de los municipios cántabros se impuso el Partido Popular de Cantabria (PP de Cantabria), incluida la capital, donde dicha formación política consiguió el 51,94% de los votos, que le dieron la mayoría absoluta con 15 concejales (los mismos que en 2003). El Partido Socialista de Cantabria (PSC-PSOE) fue el segundo partido más votado de Cantabria, pero el tercero en número de concejales; por su parte, el Partido Regionalista de Cantabria (PRC) fue el segundo partido con más representación en los ayuntamientos de la región.
En Castro-Urdiales, el (PSC-PSOE) fue el partido más votado y alcanzó un acuerdo con el PRC para lograr la alcaldía, pero Fernando Muguruza, cabeza de lista del PRC y alcalde en la anterior legislatura, rompió la unidad de voto de su partido votándose a sí mismo tras llegar a un acuerdo con PP de Cantabria y el partido local Acuerdo por Castro (AxC), arrebatando la alcaldía a la candidata socialista María Jesús Esteban. La celebración del pleno municipal para la investidura estuvo rodeada de una fuerte polémica con acusaciones de tránsfuga hacia el candidato regionalista y hacia los populares por apoyarlo.
Se produjo un repunte los votos conseguidos por las agrupaciones independientes, fundamentalmente debido a la Alternativa Camarguesa Progresista (ACaP), del exalcalde socialista de Camargo Ángel Duque Herrera, que fue la candidatura ganadora en su municipio. Asimismo, el ya mencionado Acuerdo por Castro liderada por el también exalcalde socialista Rufino Díaz Helguera, fue la tercera fuerza política en Castro-Urdiales.

### Resultados globales
En esta tabla se muestran los resultados de los principales partidos de ámbito nacional y cántabro:
|  | 40,58 % |

|  | 26,87 % |

|  | 21,43 % |

|  | 6,40 % |

|  | 1,91 % |

|  | 98,98 % |

### Resultados en los principales municipios
A continuación aparecen las candidaturas con representantes electos en los municipios cántabros de mayor población que suman un total de 376 274 habitantes y que suponen un 66,23 % del conjunto de habitantes de Cantabria (568 091 hab.). Se resalta el partido o la coalición que forma el gobierno municipal y con negrita se marca el alcalde electo.
| Municipio                      | Municipio                                                                                     | Candidaturas (cabeza de lista)                                                              | Candidaturas (cabeza de lista)                                     | % Voto | Votos  | Variación votos | Concejales  | Variación concejales |
| ------------------------------ | --------------------------------------------------------------------------------------------- | ------------------------------------------------------------------------------------------- | ------------------------------------------------------------------ | ------ | ------ | --------------- | ----------- | -------------------- |
|                                | Santander 27 concejales Población: 182 926 (2006) Censo electoral: 154 321                    |                                                                                             | Partido Popular de Cantabria (Íñigo de la Serna)                   | 51,95  | 51 177 | 2575            | 15          | Sin cambios          |
|                                | Santander 27 concejales Población: 182 926 (2006) Censo electoral: 154 321                    | Partido Socialista de Cantabria (Jesús Manuel Cabezón Alonso)                               | 25,55                                                              | 25 174 | 6121   | 7               | 2           |                      |
|                                | Santander 27 concejales Población: 182 926 (2006) Censo electoral: 154 321                    | Partido Regionalista de Cantabria (Luis Antonio Herrera Noreña)                             | 17,23                                                              | 16 977 | 4245   | 5               | 2           |                      |
|                                | Santander 27 concejales Población: 182 926 (2006) Censo electoral: 154 321                    | Izquierda Unida (Jesús Gerardo Gómez Cimiano)                                               | 1,85                                                               | 1822   | 2248   | 0               | Sin cambios |                      |
|                                | Santander 27 concejales Población: 182 926 (2006) Censo electoral: 154 321                    | La Unión (Mariano Santos Martín)                                                            | 0,51                                                               | 503    | 503    | 0               | Sin cambios |                      |
|                                | Santander 27 concejales Población: 182 926 (2006) Censo electoral: 154 321                    | Conceju Nacionaliegu Cántabru (Antonio Rodríguez del Valle)                                 | 0,33                                                               | 328    | 312    | 0               | Sin cambios |                      |
|                                | Santander 27 concejales Población: 182 926 (2006) Censo electoral: 154 321                    | Solidaridad y Autogestión Internacionalista (Blanca Zulema Fernández Santos)                | 0,20                                                               | 199    | 199    | 0               | Sin cambios |                      |
|                                | Santander 27 concejales Población: 182 926 (2006) Censo electoral: 154 321                    | Partido Humanista (Jordi Álvarez Caules)                                                    | 0,14                                                               | 139    | 27     | 0               | Sin cambios |                      |
|                                | Santander 27 concejales Población: 182 926 (2006) Censo electoral: 154 321                    | Centro Democrático Liberal (Tamara Ezquerro Eguizabal)                                      | 0,11                                                               | 107    | 107    | 0               | Sin cambios |                      |
|                                | Santander 27 concejales Población: 182 926 (2006) Censo electoral: 154 321                    | Partido Comunista de los Pueblos de España (Miguel Ángel Puertas Moro)                      | 0,11                                                               | 107    | 107    | 0               | Sin cambios |                      |
|                                |                                                                                               |                                                                                             |                                                                    |        |        |                 |             |                      |
|                                | Torrelavega 25 concejales Población: 56 143 (2006) Censo electoral: 46 308                    |                                                                                             | Partido Socialista de Cantabria (Blanca Rosa Gómez Morante)        | 38,34  | 12 556 | 1271            | 10          | 1                    |
|                                | Torrelavega 25 concejales Población: 56 143 (2006) Censo electoral: 46 308                    | Partido Popular de Cantabria (Ildefonso Calderón Ciriza)                                    | 26,03                                                              | 8526   | 360    | 7               | 1           |                      |
|                                | Torrelavega 25 concejales Población: 56 143 (2006) Censo electoral: 46 308                    | Partido Regionalista de Cantabria (Francisco Javier López Marcano)                          | 24,57                                                              | 8047   | 187    | 7               | Sin cambios |                      |
|                                | Torrelavega 25 concejales Población: 56 143 (2006) Censo electoral: 46 308                    | Asamblea Ciudadana por Torrelavega (María Esther García Díaz)                               | 5,13                                                               | 1681   | 1681   | 1               | 1           |                      |
|                                | Torrelavega 25 concejales Población: 56 143 (2006) Censo electoral: 46 308                    | Convocatoria por Cantabria (IU-BR) (Pedro Lobeto Santoveña)                                 | 2,51                                                               | 823    | 796    | 0               | 1           |                      |
|                                | Torrelavega 25 concejales Población: 56 143 (2006) Censo electoral: 46 308                    | Centro Democrático Liberal (Gonzalo Llamosas Fernández)                                     | 0,43                                                               | 142    | 142    | 0               | Sin cambios |                      |
|                                | Torrelavega 25 concejales Población: 56 143 (2006) Censo electoral: 46 308                    | Conceju Nacionaliegu Cántabru (Félix Portilla Fernández)                                    | 0,39                                                               | 128    | 66     | 0               | Sin cambios |                      |
|                                | Torrelavega 25 concejales Población: 56 143 (2006) Censo electoral: 46 308                    | Alternativa Motor y Deporte (Higinio González Maray)                                        | 0,29                                                               | 94     | 94     | 0               | Sin cambios |                      |
|                                | Torrelavega 25 concejales Población: 56 143 (2006) Censo electoral: 46 308                    | Partido Humanista (María Carmen Blanco Peña)                                                | 0,15                                                               | 49     | 8      | 0               | Sin cambios |                      |
|                                |                                                                                               |                                                                                             |                                                                    |        |        |                 |             |                      |
|                                | Camargo 21 concejales Población: 30 024 (2006) Censo electoral: 24 523                        |                                                                                             | Alternativa Camarguesa Progresista (Ángel Duque Herrera)           | 33,63  | 5911   | 4227            | 7           | 5                    |
|                                | Camargo 21 concejales Población: 30 024 (2006) Censo electoral: 24 523                        | Partido Popular de Cantabria (Juan Manuel Gozalo Gómez)                                     | 30,22                                                              | 5310   | 271    | 7               | 1           |                      |
|                                | Camargo 21 concejales Población: 30 024 (2006) Censo electoral: 24 523                        | Partido Socialista de Cantabria (María Jesús Calva Ruiz)                                    | 25,57                                                              | 4494   | 1478   | 6               | 3           |                      |
|                                | Camargo 21 concejales Población: 30 024 (2006) Censo electoral: 24 523                        | Partido Regionalista de Cantabria (María Rosa Valdés Huidobro)                              | 6,76                                                               | 1188   | 508    | 1               | 1           |                      |
|                                | Camargo 21 concejales Población: 30 024 (2006) Censo electoral: 24 523                        | Izquierda Unida (Marta Guerrero Ortega)                                                     | 2,07                                                               | 363    | 184    | 0               | Sin cambios |                      |
|                                |                                                                                               |                                                                                             |                                                                    |        |        |                 |             |                      |
|                                | Castro-Urdiales 21 concejales Población: 28 542 (2006) Censo electoral: 23 600                |                                                                                             | Partido Socialista de Cantabria (María Jesús Esteban Sáez)         | 28,11  | 3880   | 673             | 7           | 1                    |
|                                | Castro-Urdiales 21 concejales Población: 28 542 (2006) Censo electoral: 23 600                | Partido Popular de Cantabria (José Miguel Rodríguez López)                                  | 21,08                                                              | 2909   | 273    | 5               | Sin cambios |                      |
|                                | Castro-Urdiales 21 concejales Población: 28 542 (2006) Censo electoral: 23 600                | Acuerdo por Castro (Rufino Díaz Helguera)                                                   | 20,72                                                              | 2860   | 2860   | 5               | 5           |                      |
|                                | Castro-Urdiales 21 concejales Población: 28 542 (2006) Censo electoral: 23 600                | Partido Regionalista de Cantabria (Fernando Muguruza Galán) (Independiente)                 | 17,23                                                              | 1845   | 867    | 3               | 2           |                      |
|                                | Castro-Urdiales 21 concejales Población: 28 542 (2006) Censo electoral: 23 600                | Izquierda Unida (Salvador Jesús Hierro Santurde)                                            | 5,40                                                               | 745    | 1208   | 1               | 2           |                      |
|                                | Castro-Urdiales 21 concejales Población: 28 542 (2006) Censo electoral: 23 600                | Grupo de Trabajo de Castro-Urdiales (José Ignacio Arroyuelos Barrón)                        | 4,85                                                               | 670    | 670    | 0               | Sin cambios |                      |
|                                | Castro-Urdiales 21 concejales Población: 28 542 (2006) Censo electoral: 23 600                | Conceju de Castro-Urdiales (María Begoña Vega Martín)                                       | 2,23                                                               | 308    | 308    | 0               | Sin cambios |                      |
|                                |                                                                                               |                                                                                             |                                                                    |        |        |                 |             |                      |
|                                | Piélagos 17 concejales Población: 16 578 (2006) Censo electoral: 14 047                       |                                                                                             | Partido Popular de Cantabria (Jesús Ángel Pacheco Bárcena)         | 48,78  | 5011   | 1090            | 9           | Sin cambios          |
|                                | Piélagos 17 concejales Población: 16 578 (2006) Censo electoral: 14 047                       | Partido Socialista de Cantabria (Leandro Noval Valera)                                      | 22,94                                                              | 2357   | 195    | 4               | Sin cambios |                      |
|                                | Piélagos 17 concejales Población: 16 578 (2006) Censo electoral: 14 047                       | Partido Regionalista de Cantabria (Manuel Quintanla Velo)                                   | 16,44                                                              | 1689   | 264    | 3               | Sin cambios |                      |
|                                | Piélagos 17 concejales Población: 16 578 (2006) Censo electoral: 14 047                       | Agrupación Vecinos Independientes de Piélagos (Lorenzo López Hoyuela)                       | 7,29                                                               | 749    | 749    | 1               | 1           |                      |
|                                | Piélagos 17 concejales Población: 16 578 (2006) Censo electoral: 14 047                       | Izquierda Unida (Jesús Villar Calderón)                                                     | 1,33                                                               | 137    | 3      | 0               | Sin cambios |                      |
|                                |                                                                                               |                                                                                             |                                                                    |        |        |                 |             |                      |
|                                | El Astillero 17 concejales Población: 16 032 (2006) Censo electoral: 13 434                   |                                                                                             | Partido Popular de Cantabria (Carlos Cortina Ceballos)             | 52,98  | 5144   | 299             | 10          | Sin cambios          |
|                                | El Astillero 17 concejales Población: 16 032 (2006) Censo electoral: 13 434                   | Partido Socialista de Cantabria (Salomón Martín Avendaño)                                   | 30,31                                                              | 2943   | 129    | 5               | Sin cambios |                      |
|                                | El Astillero 17 concejales Población: 16 032 (2006) Censo electoral: 13 434                   | Partido Regionalista de Cantabria (Jesús García Gómez)                                      | 9,57                                                               | 929    | 379    | 1               | Sin cambios |                      |
|                                | El Astillero 17 concejales Población: 16 032 (2006) Censo electoral: 13 434                   | Izquierda Unida (Enique Iglesias Santiago)                                                  | 5,08                                                               | 493    | 17     | 1               | Sin cambios |                      |
|                                |                                                                                               |                                                                                             |                                                                    |        |        |                 |             |                      |
|                                | Laredo 17 concejales Población: 13 090 (2006) Censo electoral: 11 154                         |                                                                                             | Partido Popular de Cantabria (Enique Iglesias Santiago)            | 37,90  | 2984   | 508             | 7           | 1                    |
|                                | Laredo 17 concejales Población: 13 090 (2006) Censo electoral: 11 154                         | Partido Regionalista de Cantabria (Santos Fernández Revolvo)                                | 26,01                                                              | 2048   | 409    | 5               | Sin cambios |                      |
|                                | Laredo 17 concejales Población: 13 090 (2006) Censo electoral: 11 154                         | Partido Socialista de Cantabria (José Ángel García Rocillo)                                 | 16,50                                                              | 1299   | 383    | 3               | Sin cambios |                      |
|                                | Laredo 17 concejales Población: 13 090 (2006) Censo electoral: 11 154                         | Impulso Popular de Laredo (Alejandro Liz Cacho)                                             | 6,91                                                               | 544    | 544    | 1               | 1           |                      |
|                                | Laredo 17 concejales Población: 13 090 (2006) Censo electoral: 11 154                         | Izquierda Unida (Juan Carlos Vada Sánchez)                                                  | 5,14                                                               | 405    | 134    | 1               | Sin cambios |                      |
|                                | Laredo 17 concejales Población: 13 090 (2006) Censo electoral: 11 154                         | Partido Juvenil de Laredo (José Ángel Cobo Carrera)                                         | 4,67                                                               | 368    | 368    | 0               | Sin cambios |                      |
|                                |                                                                                               |                                                                                             |                                                                    |        |        |                 |             |                      |
|                                | Santoña 17 concejales Población: 11 534 (2006) Censo electoral: 9492                          |                                                                                             | Partido Socialista de Cantabria (María del Puerto Gallego Arriola) | 48,40  | 3295   | 25              | 9           | Sin cambios          |
|                                | Santoña 17 concejales Población: 11 534 (2006) Censo electoral: 9492                          | Partido Popular de Cantabria (Milagros Rozadilla Arriola)                                   | 32,07                                                              | 2183   | 133    | 6               | Sin cambios |                      |
|                                | Santoña 17 concejales Población: 11 534 (2006) Censo electoral: 9492                          | Partido Regionalista de Cantabria (Marcelino Valle San Miguel)                              | 10,11                                                              | 688    | 105    | 1               | 1           |                      |
|                                | Santoña 17 concejales Población: 11 534 (2006) Censo electoral: 9492                          | Movimiento Falangista de España (Leoncio Calle Pila)                                        | 7,42                                                               | 505    | 173    | 1               | 1           |                      |
|                                |                                                                                               |                                                                                             |                                                                    |        |        |                 |             |                      |
|                                | Los Corrales de Buelna 17 concejales Población: 11 091 (2006) Censo electoral: 9117           |                                                                                             | Partido Popular de Cantabria (Mercedes Toribio Ruiz)               | 47,33  | 3273   | 106             | 8           | Sin cambios          |
|                                | Los Corrales de Buelna 17 concejales Población: 11 091 (2006) Censo electoral: 9117           | Partido Socialista de Cantabria (José María Campuzano García-Bárcena)                       | 28,29                                                              | 1956   | 621    | 5               | 2           |                      |
|                                | Los Corrales de Buelna 17 concejales Población: 11 091 (2006) Censo electoral: 9117           | Partido Regionalista de Cantabria (Felipe Marcano Buenaga)                                  | 16,24                                                              | 1123   | 344    | 3               | 1           |                      |
|                                | Los Corrales de Buelna 17 concejales Población: 11 091 (2006) Censo electoral: 9117           | Unión Vecinal Independiente de Buelna (Vicente Rodríguez Pérez-Rasilla)                     | 6,10                                                               | 422    | 422    | 1               | 1           |                      |
|                                |                                                                                               |                                                                                             |                                                                    |        |        |                 |             |                      |
|                                | Santa Cruz de Bezana · 17 concejales ( 4 ) · Población: 10 314 (2006) · Censo electoral: 8284 |                                                                                             | Partido Popular de Cantabria (Juan Carlos García)                  | 40,98  | 2338   | 589             | 8           | 3                    |
|                                | Santa Cruz de Bezana · 17 concejales ( 4 ) · Población: 10 314 (2006) · Censo electoral: 8284 | Partido Socialista de Cantabria (Carlos de la Torre Lacumbe)                                | 29,47                                                              | 1681   | 362    | 6               | 2           |                      |
|                                | Santa Cruz de Bezana · 17 concejales ( 4 ) · Población: 10 314 (2006) · Censo electoral: 8284 | Partido Regionalista de Cantabria (Engracia Mantecón Revuelta)                              | 12,59                                                              | 718    | 264    | 2               | Sin cambios |                      |
|                                | Santa Cruz de Bezana · 17 concejales ( 4 ) · Población: 10 314 (2006) · Censo electoral: 8284 | Agrupación de Vecinos Independiente de Santa Cruz de Bezana (María Milagro Bárcena Velasco) | 8,24                                                               | 470    | 470    | 1               | 1           |                      |
|                                | Santa Cruz de Bezana · 17 concejales ( 4 ) · Población: 10 314 (2006) · Censo electoral: 8284 | Alternativa Ciudadana de Santa Cruz de Bezana (Alfonso Javier Pérez Lanza)                  | 3,45                                                               | 197    | 425    | 0               | Sin cambios |                      |
|                                | Santa Cruz de Bezana · 17 concejales ( 4 ) · Población: 10 314 (2006) · Censo electoral: 8284 | Convocatoria por Cantabria (IU-BR) (Ramón José Damalia Muñoz)                               | 2,49                                                               | 142    | 10     | 0               | Sin cambios |                      |
| Fuente: Ministerio de Interior |                                                                                               |                                                                                             |                                                                    |        |        |                 |             |                      |